# One After 909
One After 909 är en låt skriven av Lennon-McCartney, som spelades in av The Beatles vid de s.k. Get Back Sessions i januari 1969 och gavs ut 1970 på albumet Let It Be.

## Låten och inspelningen
One After 909 är en mycket rockig låt som John Lennon och Paul McCartney skrev redan i slutet av 1950-talet. Enligt vissa uppgiftslämnare skulle Lennon ha skrivit den ensam så tidigt som 1957. De första inspelningarna av låten gjordes med amatörbandspelare 1960 och finns tillgängliga på så kallade bootlegs. Beatles är där en fyrmannagrupp bestående av tre gitarrister: John Lennon, Paul McCartney och George Harrison. Som fjärde medlem är basisten Stuart Sutcliffe, som ännu bara kan spela några få toner och ackord. En del av dessa inspelningar kom med på samlings-dubbel-cd:n Anthology 1, dock inte One After 909, som finns i två versioner från dessa amatörupptagningar. På den ena är John Lennon försångare, på den andra Paul McCartney. Detta tyder på att låten skrivits av de båda tillsammans. Amatörinspelningarna från 1960 beskrivs mer ingående i Hans Olof Gottfridssons bok Beatles: From Cavern to Star-Club.
Det är också Paul McCartney som introducerar låten i filmen Let It Be. I boken Get Back, som följde med de ursprungliga pressningarna av Let It Be-LP:n, är det också Paul som diskuterar låten med filmregissören Michael Lindsay-Hogg. "I'm really pleased with that, it's from one of the first songs we ever wrote", säger Paul, som dock instämmer när Lindsay-Hogg hävdar att Lennon skrev den när han var 15 år.
The Beatles spelade in låten i samband med inspelningen av From Me To You 5 mars 1963, men denna inspelning gavs inte ut förrän på Anthology 1 1995. Man plockade slutligen fram den för att jobba med den 28–29 januari 1969 och framförde den sedan (med Billy Preston på elpiano) vid takkonserten den 30 januari. När Beatles ordinarie producent George Martin och hans assistent Glyn Johns på sommaren 1969 ställde samman den outgivna Get Back-LP:n fanns denna inspelning på taket med som öppningsspår. Det var för övrigt den enda upptagningen från takkonserten på den ursprungliga Get Back-LP:n. Denna version fanns kvar som öppningsspår på Glyn Johns andra version av Get Back-LP:n från januari 1970, även den outgiven. Det var också denna inspelning Phil Spector valde för den tredje versionen av albumet; den som kom ut med titeln Let It Be våren 1970. Denna inspelning finns också med på den ommixade versionen Let It Be... Naked från 2003.
LP:n Let It Be gavs ut i England den 8 och i USA den 18 maj 1970. Recensenter, som inte kände till låtens historia, påstod att titeln var inspirerad av Rolling Stones låt "Flight 505" från LP:n Aftermath 1966. Förmodligen var det precis tvärtom eftersom Rolling Stones troligen hört de outgivna inspelningarna av "One After 909".